# Adolphe Joanne

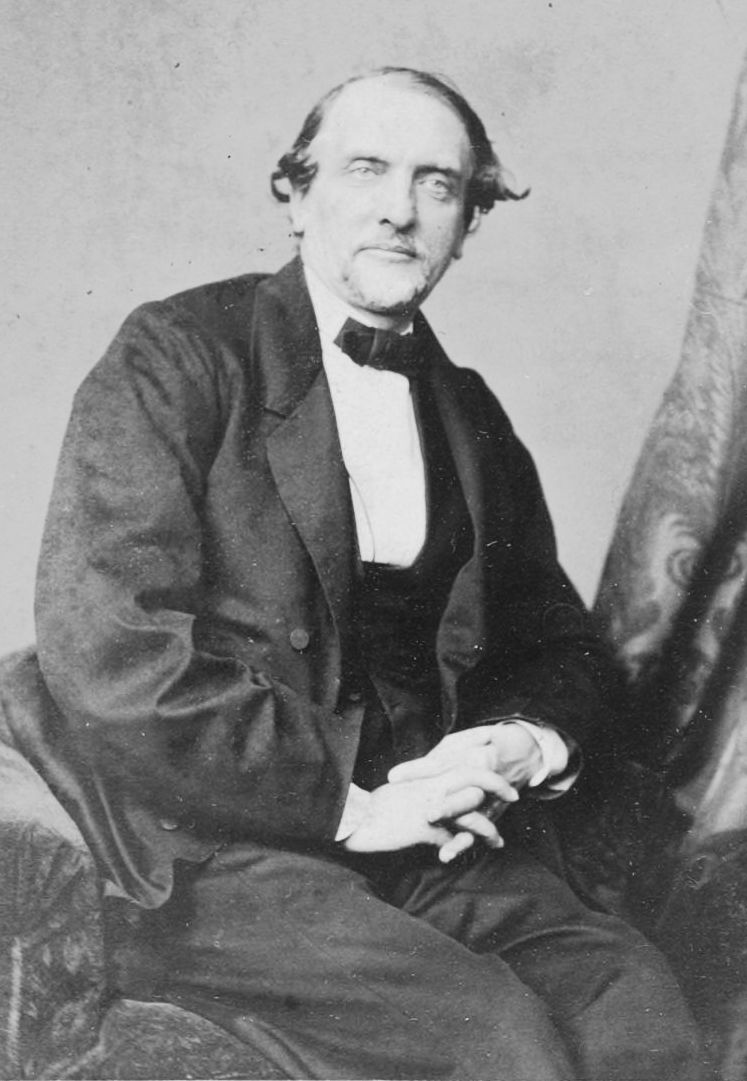
Adolphe Joanne

Adolphe Joanne (* 15. September 1813 in Dijon; † 1. März 1881 in Paris) war ein französischer geographischer Schriftsteller.
Adolphe Joanne wurde in Paris 1836 Advokat, wandte sich aber bald darauf der Journalistik zu.
Eine Reise nach der Schweiz und dem Schwarzwald veranlasste ihn 1841 zur Abfassung eines Reisehandbuchs, das der Ausgangspunkt einer ganzen Reihe ähnlicher und zum Teil umfangreicher Werke wurde, die sich nicht nur auf die interessantesten Orte und Landschaften Frankreichs, sondern auch auf Deutschland, England, Schweiz, Orient erstrecken und oft aufgelegt wurden.
Ein gedrängter Auszug aus den größeren Reisebüchern erschien seit 1866 unter dem Titel: Guides Diamant. Außerdem gab Joanne in Paris das Geografische Wörterbuch Dictionnaire géographique de la France heraus.